# Potencialna širitev Evropske unije
Potencialna širitev Evropske unije obravnava države, ki so izkazale interes za pridružitev k Evropski uniji. Priznanih je sedem kandidatk za članstvo v Evropski uniji: Turčija (prošnja vložena leta 1987), Severna Makedonija (leta 2004), Črna gora (2008), Albanija (2009), Srbija (2009), Ukrajina (2022) in Moldavija (2022). Kosovo (čigar neodvisnosti ne priznava pet držav članic EU) in Bosna in Hercegovina sta priznani kot potencialni kandidatki za članstvo s strani EU. Bosna in Hercegovina je uradno vložila prošnjo za članstvo, medtem ko ima Kosovo sklenjeno stabilizacijsko-pridružitveno pogodbo (SPS) z EU, ki praviloma poteka pred vložitvijo prošnje za članstvo. Gruzija je za članstvo zaprosila leta 2022 in Evropski parlament je sprejel resolucijo, s katero priznava njeno "evropsko perspektivo". 
Črna gora in Srbija, ki sta najbolj napredni kandidatki, naj bi se pridružili prej kot ostali. Medtem ko drugi napredujejo, turški (in v manjši meri severnomakedonski in albanski) pogovori dejansko mirujejo.
Pristopna merila so vključena v københavnska merila, dogovorjena leta 1993, in Maastrichtsko pogodbo (49. člen). 49. člen Maastrichtske pogodbe (kakor je bila spremenjena) pravi, da lahko vsaka "evropska država", ki spoštuje "načela svobode, demokracije, spoštovanja človekovih pravic in temeljnih svoboščin ter pravne države", zaprosi za pridružitev k Evropski uniji. Ali je država evropska ali ne, je predmet politične ocene institucij EU. Pretekla širitev od ustanovitve Evropske unije (EU) kot Evropske gospodarske skupnosti s strani jedrnih šestih držav leta 1958 je povečala skupno število članic EU na osemindvajset, čeprav je zaradi izstopa Združenega kraljestva, trenutno število držav članic EU je sedemindvajset.
Od štirih večjih zahodnoevropskih držav, ki niso članice EU, so Norveška, Švica in Islandija (17. julija 2009 je prošnjo za vstop v EU podala tudi Islandija. Julija naslednje leto je uradno postala kandidatka za vstop in začela s pristopnimi pogajanji, a je leta 2013 islandska vlada sporočila, da za nedoločen čas prekinja pogajanja) v preteklosti vložile prošnje za članstvo, a so jih pozneje zamrznile ali umaknile, medtem ko je Združeno kraljestvo nekdanja članica. Norveška, Švica, Islandija in Lihtenštajn sodelujejo na enotnem trgu EU in tudi v Schengenskem območju, zaradi česar so tesno povezane z EU; nobena pa ni v carinski uniji EU.

## Trenutna agenda in prijavitelji
Sedanja širitvena agenda Evropske unije zadeva Turčijo in države Zahodnega Balkana Albanijo, Bosno in Hercegovino, Kosovo, Severno Makedonijo, Črno goro in Srbijo. Te države se morajo o pogojih pristopa k EU pogajati s sedanjimi državami članicami in pred pristopom uskladiti svojo domačo zakonodajo s pravom EU.
Turčija je vlogo vlogo za članstvo v EU vložila pred več leti, vendar so njihova pristopna pogajanja zastala od leta 2016. To je posledica političnih vprašanj v zvezi s pristopom države. Kar zadeva države Zahodnega Balkana, se je EU zavezala, da jih bo vključila po njihovih državljanskih vojnah: dve državi sta vstopili (Slovenija leta 2004 in Hrvaška leta 2013), štiri so kandidatke, preostali dve pa imata predpristopne sporazume.Obstajajo tudi druge države v Evropi, ki si bodisi prizadevajo za članstvo ali da bi zaprosile, če bi se njihova sedanja zunanja politika spremenila ali bi EU dala signal, da bi jih lahko zdaj vključila na širitveni program. Ti pa formalno niso del sedanje agende, ki že zamuja zaradi dvostranskih sporov na Balkanu in težav pri popolni implementaciji pravnega reda EU (sprejetega telesa prava EU).
Leta 2005 je Evropska komisija v strateškem dokumentu predlagala, da bi sedanja širitvena agenda lahko preprečila možnost prihodnjega pristopa Armenije, Azerbajdžana, Belorusije, Gruzije, Moldavije in Ukrajine. Olli Rehn, evropski komisar za širitev med letoma 2004 in 2010, je občasno dejal, da bi se morala EU "izogniti preobremenitvi svojih zmogljivosti in namesto tega konsolidirati svoj širitveni program," in dodal, "to je že izziv za naš pristopni proces."
Prej je bilo pravilo, da se pri širitvah Uniji pridruži več udeležencev hkrati. Edini širitvi le ene države sta bili sprejem Grčije leta 1981 in sprejem Hrvaške leta 2013.
Vendar pa članice EU opozarjajo, da bo po pomembnem vplivu pete širitve leta 2004 v prihodnosti sprejet bolj individualen pristop, čeprav bo vstop parov ali manjših skupin držav najverjetneje sovpadal.

### Zahodni Balkan
Vrh Evropskega sveta leta 2003 v Solunu je povezovanje Zahodnega Balkana postavil za prednostno nalogo širitve EU. Ta zaveza je bila sprejeta za stabilizacijo regije po jugoslovanskih vojnah, seriji etničnih vojn v devetdesetih letih prejšnjega stoletja, ki so privedle do razpada Jugoslavije.
Slovenija je bila prva država nekdanje Jugoslavije, ki se je pridružila EU leta 2004, sledila ji je Hrvaška leta 2013.
Albanija, Srbija, Severna Makedonija in Črna gora so vse države kandidatke in so v fazi pogajanj. Bosna in Hercegovina je zaprosila za pridružitev, vendar še ni priznana kot kandidatka, medtem ko se Kosovo, ki je leta 2008 razglasilo neodvisnost in ga ne priznava 5 držav EU in Srbija, namerava prijaviti do konca leta 2022.
Srbija in Črna gora bi se lahko pridružili EU leta 2025. Evropski svet je potrdil začetek pogajanj z Albanijo in Severno Makedonijo 26. marca 2020, ki bi se lahko pridružili po letu 2025.
Bolgarija je blokirala pristopna pogajanja Severne Makedonije.

### Turčija
Kandidatura Turčije za pridružitev Evropski uniji je bila od podelitve leta 1999 predmet precejšnje polemike. Turčija je imela zgodovinsko tesne vezi z EU, saj ima pridružitveni sporazum sklenjen od leta 1964, od leta 1995 je v carinski uniji z EU in je prvič zaprosila za pridružitev leta 1987. Šele po vrhu v Bruslju 17. decembra 2004 (po veliki širitvi leta 2004) je Evropski svet objavil, da so se pogajanja o članstvu s Turčijo uradno začela 3. oktobra 2005.
Turčija je enajsto največje gospodarstvo na svetu in je ključna regionalna sila. Leta 2006 je Carl Bildt, nekdanji švedski zunanji minister, izjavil, da bi "[pristop Turčije] EU dal odločilno vlogo za stabilnost v vzhodnem delu Sredozemlja in Črnega morja, kar je očitno v strateškem interesu Evrope."
Na drugi strani pa so nekateri, denimo nekdanji francoski predsednik Nicolas Sarkozy in nekdanja nemška kanclerka Angela Merkel, nasprotovali članstvu Turčije. Nasprotniki trdijo, da Turčija ne spoštuje ključnih načel, ki se pričakujejo v liberalni demokraciji, kot je svoboda izražanja. Številna populacija Turčije bi spremenila tudi razmerje moči v reprezentativnih evropskih institucijah. Ob vstopu v EU bi Turčija z 84 milijona prebivalcev imela največje število evropskih poslancev v Evropskem parlamentu. Postala bi tudi najbolj naseljena država v EU.  Druga težava je, da Turčija ne priznava ene države EU, Cipra, zaradi ciprskega spora in ciprska vlada blokira nekatera poglavja turških pogovorov.
Odnosi Turčije z Evropsko unijo so se resno poslabšali po poskusu turškega državnega udara leta 2016 in kasnejših čistkah v državi. Evropski parlament je 24. novembra 2016 odobril nezavezujočo resolucijo, ki poziva k "začasni zamrznitvi tekočih pristopnih pogajanj s Turčijo" zaradi skrbi za človekove pravice in pravno državo. Evropski svet (ki ga sestavljajo voditelji držav ali vlad držav članic) je 13. decembra sklenil, da v "prevladujočih okoliščinah" ne bo odprl nobenih novih področij v pogajanjih o članstvu Turčije, saj se je država preveč približala avtokratski vladavini. Od leta 2022, zlasti po Erdoğanovi zmagi na ustavnem referendumu, so turška pristopna pogajanja dejansko v mirovanju.

### Trio združenja
Gruzija, Moldavija in Ukrajina so ratificirale pridružitveni sporazum z EU, Evropski parlament pa je leta 2014 sprejel resolucijo, v kateri je navedel, da "v skladu z 49. členom Pogodbe o Evropski uniji Gruzija, Moldavija in Ukrajina, pa tudi vse druge evropske država, ki imajo evropsko perspektivo, lahko zaprosijo za članstvo v EU v skladu z načeli demokracije, spoštovanja temeljnih svoboščin in človekovih pravic, pravic manjšin in zagotavljanja vladavine pravic.« Vstopili so tudi v poglobljeno in celovito območje proste trgovine z EU, ki ustvarja "okvir za posodobitev [...] trgovinskih odnosov in za gospodarski razvoj z odpiranjem trgov s postopno odpravo carinskih tarif in kvot ter z obsežnim usklajevanjem zakonov, norm in predpisov v različnih sektorjih, povezanih s trgovino, ter ustvarjanje pogojev za uskladitev ključnih sektorjev" svojih gospodarstev s standardi EU. Evropska unija se v tistem desetletju na postsovjetski prostor ni razširila.
Do januarja 2021 sta se Gruzija in Ukrajina pripravljali, da bosta uradno zaprosili za članstvo v EU leta 2024.Po ruski invaziji na Ukrajino leta 2022 Ukrajina je 28. februarja 2022 Ukrajina vložila prošnjo za članstvo v EU, nato pa Gruzija in Moldavija 3. marca 2022.

### Tabela korakov pristopa
Kandidatka za vstop v Evropsko unijo država postane, ko ji ta status podeli Evropski svet. Te države so "V postopku prenosa (oziroma vključevanja) zakonodaje EU v nacionalno zakonodajo" z interesom vstopiti v Evropsko unijo.
| Država               | Status                          | Pridružitveni dogovor   | Vloga za članstvo | Status kandidatke | Začetek pogajanj | Konec pregledovanja | Poglavja   | Ovire |
| -------------------- | ------------------------------- | ----------------------- | ----------------- | ----------------- | ---------------- | ------------------- | ---------- | --- |
| Črna gora            | Pogajanja                       | 1. maj 2010 (SAA)       | 15. december 2008 | 17. december 2010 | 29. junij 2012   | 27. junij 2013      | 3/33 od 33 | Mejno vprašanje s Hrvaško. Delo na uskladitvi finančnih in proračunskih določb s pravnim redom EU je še vedno v začetni fazi. Težave s korupcijo. |
| Srbija               | Pogajanja                       | 1. september 2013 (SAA) | 22. december 2009 | 1. marec 2012     | 21. junij 2014   | 24. marec 2015      | 2/22 od 34 | Naraščajoča nesoglasja s Kosovom, skrbi glede neodvisnosti sodstva in korupcije. |
| Turčija              | Pogajanja (trenutno zamrznjena) | 1. december 1964 (AA)   | 14. april 1987    | 12. december 1999 | 3. oktober 2005  | 13. oktober 2006    | 1/16 od 33 | Erozija demokratičnih institucij in politične čistke (ki kršijo københavnska merila za članstvo), kršitve človekovih pravic in nesoglasja s Ciprom, Pogajanja v 14 poglavjih so bila zamrznjena pred letom 2010. Pogajanja so bila dejansko zamrznjena od izjave EU iz leta 2018, ki kaže, da v bližnji prihodnosti ne bo več odprtih poglavij. |
| Albanija             | Kandidatka                      | 1. april 2009 (SAA)     | 28. april 2009    | 24. junij 2014    | –                | –                   | –          | Korupcija in politizacija sodstva. |
| Severna Makedonija   | Kandidatka                      | 1. april 2004 (SAA)     | 22. marec 2004    | 17. december 2005 | –                | –                   | –          | Disputes with Bulgaria, concerns about democracy and rule of law. |
| Moldavija            | Kandidatka                      | 1. julij 2016 (AA)      | 3. marec 2022     | 23. junij 2022    | –                | –                   | –          | Konflikt v Pridnestrju in s tem povezana ruska vojaška prisotnost v Pridnestrju, nizka stopnja gospodarskega razvoja. |
| Ukrajina             | Kandidatka                      | 1. september 2017 (PS)  | 28. februar 2022  | 23. junij 2022    | –                | –                   | –          | Trenutna rusko-ukrajinska vojna in ruska okupacija ukrajinskih ozemelj, nizka raven gospodarskega razvoja. |
| Bosna in Hercegovina | Vložena prošnja                 | 1. junij 2015 (SAA)     | 15. februar 2016  | –                 | –                | –                   | –          | Ustava države potrebuje dramatične reforme, da bi izpolnila temeljne pravice in druge standarde EU, zvezni dogovor o prihodnosti države, stopnjo gospodarskega razvoja. |
| Gruzija              | Vložena prošnja                 | 1. julij 2016 (AA)      | 3. marec 2022     | –                 | –                | –                   | –          | Ruska okupacija gruzijskih ozemelj, nizka stopnja gospodarskega razvoja. |
| Kosovo               | Potencialna kandidatka          | 1. april 2016 (SAA)     | –                 | –                 | –                | –                   | –          | Težave s korupcijo, status je sporen. |
| Bosna in Hercegovina | Potencialna kandidatka          |                         | –                 | –                 | –                | –                   | –          | [ 75 ] [ 76 ] |

## Države, ki niso na dnevnem redu
Maastrichtska pogodba (49. člen) določa, da lahko vsaka evropska država (kot je opredeljena v oceni Evropskega sveta), ki je zavezana demokraciji, zaprosi za članstvo v Evropski uniji.  Poleg evropskih držav se špekulira ali predlaga za prihodnje članice EU tudi druge države.

### Suverene države
Države v Evropi, ki so se iz različnih razlogov odločile, da se ne bodo pridružile EU, so se integrirale vanjo v različni meri glede na svoje okoliščine. Islandija, Norveška in Lihtenštajn neposredno sodelujejo na enotnem trgu prek EGP, Švica to počne prek dvostranskih pogodb, druge evropske mikrodržave (Andora, Monako, San Marino, Vatikan) pa imajo posebne sporazume z EU in sosednjimi državami, vključno z njihovimi uporabo evra kot svoje valute. Večina teh držav je tudi del Schengenskega območja. Norveška, Islandija in Švica so že imele neposredne prošnje za pridružitev EU, ki so bile umaknjene ali kako drugače zamrznjene. Takšne vloge bi bilo mogoče ponovno vložiti v primeru spremembe političnega okolja.

#### Drugi predlogi
- Andorra, Liechtenstein, Monaco, and Vatican City are European microstates that are not on the agenda of the EU to be members, nor their own. See: Microstates and the European Union.
- Azerbaijan and Kazakhstan are transcontinental states. These countries are not on the agenda of the EU to be members, nor their own. See: Azerbaijan–European Union relations and Kazakhstan–European Union relations.
- Canada is a non-European country with values, culture, trade, and politics closely linked with the EU. Its membership has been proposed due to this. See: Canada–European Union relations.
- Cape Verde and Israel are non-European countries with close historical and political relations with the EU. See: Cape Verde–European Union relations and Israel–European Union relations.
- The Order of Malta is a sovereign entity without territory that has extraterritorial headquarters in Palazzo Malta and Villa Malta, as well as observer status in the United Nations and the Council of Europe. See: Sovereign Military Order of Malta–European Union relations.

### Nesuverene države

#### Škotska
Kljub temu, da je Škotska večinsko glasovala za obstanek, je Združeno kraljestvo kot celota leta 2020 zapustilo Evropsko unijo, s čimer je Škotski ostalo morebitno prihodnje članstvo kot širitev izven EU. Škotska nacionalna stranka (SNP), ki vodi škotsko vlado, podpira ponovno pridružitev EU, če bi Škotska v prihodnosti postala neodvisna.

## Notranja širitev
Notranja širitev je proces novih držav članic, ki nastane zaradi razpada ali odcepitve obstoječe države članice. V državah članicah je bilo in obstajajo številna aktivna separatistična gibanja (na primer v Kataloniji in Flandriji), vendar ni jasnih sporazumov, pogodb ali precedensov, ki bi pokrivali scenarij razpada obstoječe države članice EU v dve ali več držav. Vprašanje je, ali je ena država naslednica in ena nova kandidatka ali pa sta obe novi državi, ki ju je treba sprejeti v EU.
V nekaterih primerih želi regija zapustiti svojo državo in Evropsko unijo, in sicer tiste regije, ki se želijo pridružiti Švici. Škotska in Katalonija vidita svojo prihodnost kot neodvisni državi v EU. Posledica tega je veliko zanimanje, ali bi, ko postanejo neodvisne, obdržale članstvo v EU ali, ali bi morale znova zaprositi za članstvo. Ker je potrebno za vključitev prejeti potrditev vseh držav članic EU, bi lahko nekatere države blokirale svoje nekdanje regije. Poleg tega ni jasno, ali bi država naslednica obdržala kakršne koli izključitve, do katerih je bila upravičena matična država.

### Katalonija
Katalonska vlada je 1. oktobra 2017 izvedla referendum o neodvisnosti, ki ga je Ustavno sodišče Španije razglasilo za nezakonitega, potencialna volišča pa je zasedla policija. Naslednji dogodki so za Katalonijo pomenili politično krizo. Stališče EU je ohranjati distanco od krize, hkrati pa podpirati ozemeljsko celovitost in ustavo Španije. Medtem ko bi razprava o referendumu na Škotskem lahko vplivala na katalonsko krizo, je Katalonija v ločenem položaju od Škotske, pri čemer osrednja vlada ne priznava legitimnosti kakršne koli razglasitve neodvisnosti od Katalonije. Če Španija ne prizna neodvisnosti katalonske države, se Katalonija ne more ločeno pridružiti EU in je še vedno priznana kot del španskega članstva v EU.

### Korzika
Korzika ima močno in na volitvah uspešno nacionalistično gibanje, s stališči, ki segajo od avtonomije do popolne neodvisnosti, pri čemer ima zadnja možnost približno 10 do 15 % javno podporo. Independistična stranka Corsica Libera si predstavlja samostojno Korziko znotraj Evropske unije kot zvezo različnih evropskih narodov, ima tudi priporočila za uskladitev z evropskimi direktivami.

### Flandrija
Aktivno je gibanje za flamsko neodvisnost ali združitev z Nizozemsko. Prihodnji status Valonije in Bruslja (<i id="mwB_Y">de facto</i> prestolnice EU) je nejasen v smislu sposobnosti preživetja političnih držav, kar morda povzroči edinstveno situacijo. Obstajajo različni predlogi, tako znotraj kot zunaj neodvisnega gibanja, kaj bi se moralo zgoditi z Brusljem; od tega, da ostane del belgijske države, do pridružitve hipotetični flamski državi, do tega, da postane ločena politična enota.

### Sardinija
Sardinija ima močno in na volitvah uspešno nacionalistično gibanje s stališči, ki segajo od avtonomije do popolne neodvisnosti.
Ker sardinsko gibanje izvira na levi strani političnega spektra, je večinoma proevropsko, s ključnim poudarkom na okolju.
Glede na raziskavo iz leta 2012, ki sta jo izvedli Univerzo v Cagliariju inUniverza v Edinburgu, bi bilo 41 % Sardincev naklonjenih neodvisnosti (z 10 % jih bi izbralo tako izstop iz Italije in iz Evropske unije, 31 % pa samo iz Italije, bi pa ostali v EU), medtem ko bi še 46 % raje imelo večjo avtonomijo znotraj Italije in EU, vključno s fiskalno močjo; 12 % ljudi bi bilo zadovoljno, če bi ostali del Italije in EU z regionalnim svetom brez kakršnih koli fiskalnih pooblastil, 1 % pa v Italiji in EU brez regionalnega sveta in fiskalnih pooblastil. Anketa iz leta 2017, ki jo je izvedel Inštitut Ixè, je pokazala, da se je 51 % vprašanih opredelilo kot Sardince (v nasprotju s italijanskim povprečjem 15 %, ki se opredeljuje glede na regijo izvora), ne pa italijansko (19 %), Evropejce (11 %) in/ ali državljan sveta (19 %).
Sardinski nacionalisti obravnavajo številna vprašanja, kot je okoljska škoda, ki jo povzročijo vojaške sile (pravzaprav 60 % takšnih baz v Italiji se nahaja prav na Sardiniji), finančno in gospodarsko izkoriščanje otoških virov s strani italijanske države in celinskih industrijalcev, pomanjkanje kakršnega koli političnega zastopstva tako v Italiji kot v Evropskem parlamentu (zaradi neuravnoteženega volilnega okraja, ki še danes ostaja, Sardinija nima svojega evropskega poslanca od leta 1994), jedrska energija in odpadki ter nenehnim procesom depopulacije in italijanizacije, ki bi uničila staroselsko kulturo Sardinije.

### Valonija
V Valoniji obstaja separatistično gibanje, čeprav se zdi, da je odcepitev Flandrije od Belgije bolj verjetna. Obstaja tudi gibanje za unijo s Francijo. Čeprav je večina frankofonskih, valonsko gibanje vključuje alemanofone. Obstajajo različni predlogi, tako znotraj kot zunaj neodvisnega gibanja, kaj naj se zgodi z Brusljem.

## Širitev držav članic

### Ciper
Uradno je otoška država Ciper del Evropske unije pod de jure suverenostjo Republike Ciper. Ciprski Turki so državljani Republike Ciper in s tem Evropske unije in so imeli volilno pravico na volitvah v Evropski parlament leta 2004 (čeprav jih je bilo le nekaj sto registriranih). Pravni red EU je za nedoločen čas začasno ustavljen na severni tretjini otoka, ki je od turške invazije leta 1974 ostal zunaj nadzora Republike Ciper. Skupnost ciprskih Grkov je na referendumu 24. aprila 2004 zavrnila Annanov načrt za rešitev ciprskega spora. Če bi referendum podprl predlog poravnave, bi se otok (brez britanskih suverenih območij) pridružil Evropski uniji kot Združena republika Ciper. Odnose Evropske unije s turško ciprsko skupnostjo ureja Generalni direktorat Evropske komisije za širitev.

### Irska
Evropski svet je dejal, da bi se po izstopu Združenega kraljestva iz EU, če bi se Severna Irska vključila v Republiko Irsko, da bi oblikovala združeno Irsko, samodejno ponovno pridružila EU pod članstvom Irske. To je skladno z vključitvijo Vzhodne Nemčije v Zvezno republiko Nemčijo kot enotno državo članico Evropskih skupnosti.

### Romunija
Podoben scenarij je bil predviden z združitvijo Moldavije in Romunije, ki bi sedanje ozemlje Moldavije vključila v Romunijo in s tem v EU. Približno 44 % Moldavcev, ki so bili anketirani leta 2021, je podprlo takšen scenarij.

### Španija
Portoriko je nekorporirano ozemlje Združenih držav. Predlagana je ponovna združitev otoka s Španijo in njegova integracija v EU kot španske avtonomne skupnosti. Podoben predlog je za Kubo. Vendar, za razliko od Portorika, nima političnega zastopanja in se vzdržuje v organizacijah iz Francije.

## Posebna ozemlja držav članic
Obstaja več posebnih ozemelj držav članic, nekatera od njih niso v celoti zajeta v pogodbah EU in se pravo EU uporablja le delno, če sploh. Možno je, da odvisnost spremeni svoj status glede na EU ali določeno pogodbo ali zakonsko določbo. Ozemlje lahko spremeni svoj status iz sodelovanja v izstop ali iz zunanjega v pridružitev.

### Danska samoupravna ozemlja

#### Ferski otoki
Ferski otoki, samoupravna država v okviru Kraljevine Danske, niso del Evropske unije, kot izrecno trdita obe rimski pogodbi. Odnose z EU urejata sporazum o ribištvu (1977) in sporazum o prosti trgovini (1991, revidiran 1998). Glavni razlog za obstanek izven EU je nesoglasja glede skupne ribiške politike, ki ne daje naklonjenosti državam z velikimi ribjimi viri. Prav tako mora vsaka članica plačati za skupno kmetijsko politiko, ki daje prednost državam, ki imajo veliko kmetijstva, česar Ferski otoki nimajo. Ko je bila Islandija v pogajanjih o članstvu okoli leta 2010, je bilo upanje na boljše pogoje za države, bogate z ribištvom, a neuspešno. Skupna ribiška politika je bila uvedena leta 1970 prav zaradi tega, da so prve članice ES dobile dostop do voda držav kandidatk, in sicer Združenega kraljestva, Irske in Danske, vključno s Ferskimi otoki.
Kljub temu obstajajo politiki, predvsem v desni stranki Union (Sambandsflokkurin), ki jo vodi njihov predsednik Kaj Leo Johannesen, ki bi Ferske otoke želeli videti kot članico EU. Vendar je predsednik leve Republike (Tjóðveldi) Høgni Hoydal izrazil zaskrbljenost, da bi lahko Ferski otoki, če bi se pridružili EU, kot so, izginili znotraj EU, in to primerjal s položajem na Shetlandskih in Ålandskih otokih in želi, da lokalna vlada najprej reši politične razmere med Ferskimi otoki in Dansko.

#### Grenlandija
Grenlandija, samoupravna skupnost, ki je del Kraljevine Danske, je leta 1973 vstopila v ES z Dansko, ker takrat ni bila avtonomna. Po vzpostavitvi domače vladavine Grenlandije leta 1979 (velja od leta 1980) je izvedla drugi referendum o članstvu. Rezultat je bil (predvsem zaradi skupne ribiške politike) odhod, tako da je Grenlandija 1. februarja 1985 zapustila EGS in EURATOM. Njen status je bil spremenjen v status čezmorske države. Danski državljani, ki prebivajo na Grenlandiji (tj. celotno staroselsko prebivalstvo), so kljub temu v celoti evropski državljani; vendar nimajo pravice glasovati na evropskih volitvah.
Pojavilo se je nekaj ugibanj, ali Grenlandija morda razmišlja o ponovni pridružitvi Evropski uniji. Danski dnevnik Jyllands-Posten je 4. januarja 2007 citiral nekdanjega danskega ministra za Grenlandijo Toma Høyema, ki je dejal: »Ne bi me presenetilo, če Grenlandija spet postane članica EU. EU potrebuje arktično okno in Grenlandija ne more sama upravljati ogromnih arktičnih možnosti." Grenlandija ima veliko naravnih virov, Grenlandija pa je, zlasti v času razcveta surovin, najela tuja zasebna podjetja za izkoriščanje nekaterih od njih, vendar se stroški štejejo za previsoke, saj je Grenlandija oddaljena in ji močno primanjkuje infrastrukture, ki bi jo bilo treba zgraditi. Po letu 2013 so cene padle, zato so takšna prizadevanja zastala.

### Nizozemske sestavne države in posebne občine
Otoka Aruba in Curaçao ter Sint Maarten sta sestavni državi Kraljevine Nizozemske, medtem ko so Bonaire, Sint Eustatius in Saba posebne nizozemske občine . Vse so čezmorske države in ozemlja (ČDO) v skladu s Prilogo II. k Pogodbi ES. ČDO se štejejo za "povezane" z EU in uporabljajo nekatere dele prava EU. Otoki se odločajo, da bodo postali najbolj oddaljena regija (OMR) EU, status, v katerem so otoki del Evropske unije, čeprav imajo zaradi geografske oddaljenosti od celinske Evrope koristi in izjeme od nekaterih zakonov EU. Otoki se osredotočajo na pridobitev enakega statusa kot Azori, Madeira, Kanarski otoki in francoski čezmorski departmaji.
Ko so bili leta 2010 Bonaire, Sint Eustatius in Saba formirani kot nizozemski javni organi po razpadu Nizozemskih Antilov (ki so bili ČDO), se je njihov status v EU dvignil. Namesto da bi spremenili svoj status iz ČDO v najbolj oddaljeno regijo, kot bi pomenila sprememba statusa na Nizozemskem, je bilo odločeno, da bo njihov status ostal enak vsaj pet let. Po teh petih letih bi njihov status pregledali.
Če je bilo odločeno, da se eden ali vsi otoki želijo bolj integrirati v EU, to predvideva Lizbonska pogodba po soglasni odločitvi Evropskega sveta. Nekdanja evropska komisarka za širitev Danuta Hübner je pred Evropskim parlamentom dejala, da ne pričakuje veliko težav s takšno statusno spremembo, saj je na otokih le nekaj tisoč ljudi. 

### Francoski čezmorski departmaji in ozemlja
Ozemlja Francoske Gvajane, Guadeloupa, Martinika, Mayotte in Réuniona so čezmorski departmaji Francije in hkrati enooddelčna čezmorska regija s. V skladu s pogodbo ES (člen 299 2) so vsi ti oddelki najbolj oddaljene regije (OMR) EU – zato se tam uporabljajo določbe pogodbe ES, medtem ko so dovoljena tudi odstopanja. Lizbonska pogodba opredeljuje tudi status čezmorske skupnosti Saint-Martin kot OMR. Nova Kaledonija in čezmorske skupnosti Francoska Polinezija, Saint-Barthelemy, Saint Pierre in Miquelon ter Wallis in Futuna so čezmorske države in ozemlja EU.

#### Nova Kaledonija
Nova Kaledonija je čezmorsko ozemlje Francije s svojim edinstvenim statusom po francoski ustavi, ki se razlikuje od statusa čezmorskih departmajev in skupnosti. V skladu z Nouméjskim sporazumom iz leta 1998 je opredeljena kot "čezmorska država" in ima visoko stopnjo samouprave. Trenutno je v EU tretirana kot ena od čezmorskih držav in ozemelj (ČDO).
Zaradi Nouméjskega sporazuma so Novokaledonci glasovali na treh zaporednih referendumih o neodvisnosti, in sicer v letih 2018, 2020 in 2021 . Z referendumom bi določili, ali bo ozemlje ostalo del Francoske republike kot "sui generis kolektiv" ali pa bo postalo neodvisna država. Sporazumi določajo tudi postopen prenos pristojnosti na lokalno skupščino Nove Kaledonije. Rezultati vseh treh referendumov so določili, da bo Nova Kaledonija ostala del Francoske republike.